# Alexa Bliss
Alexis „Lexi” Kaufman (ur. 9 sierpnia 1991 w Columbus w stanie Ohio) – amerykańska wrestlerka występująca w federacji WWE w brandzie Raw pod pseudonimem ringowym Alexa Bliss. Jest dwukrotną posiadaczką WWE Raw Women’s Championship. W maju 2013 podpisała kontrakt z WWE, gdzie trenowała w WWE Performance Center i występowała w rozwojowym brandzie WWE NXT. W maju 2015 stała się menedżerką posiadaczy NXT Tag Team Championship Blake’a i Murphy’ego. Zadebiutowała w głównym rosterze w brandzie SmackDown w lipcu 2016, gdzie dwukrotnie zdobyła SmackDown Women’s Championship. Po przeniesieniu do rosteru Raw w kwietniu 2017, tego samego miesiąca zdobyła Raw Women’s Championship, wskutek czego stała się pierwszą w historii zdobywczynią obu tytułów federacji.

## Wczesne życie
Kaufman urodziła się i wychowała w Columbus w stanie Ohio. Jako dziecko lubiła grać w softball, próbowała swoich sił w kick-boxingu oraz w gimnastyce. Uczęszczała do University of Akron, gdzie zajmowała się cheerleadingiem. Zajmowała się też kulturystyką; wzięła udział w zawodach Arnold Classic. Kulturystyka pomogła jej pokonać poważne zaburzenia odżywiania.

## Kariera profesjonalnej wrestlerki

### WWE

#### NXT (2013–2016)

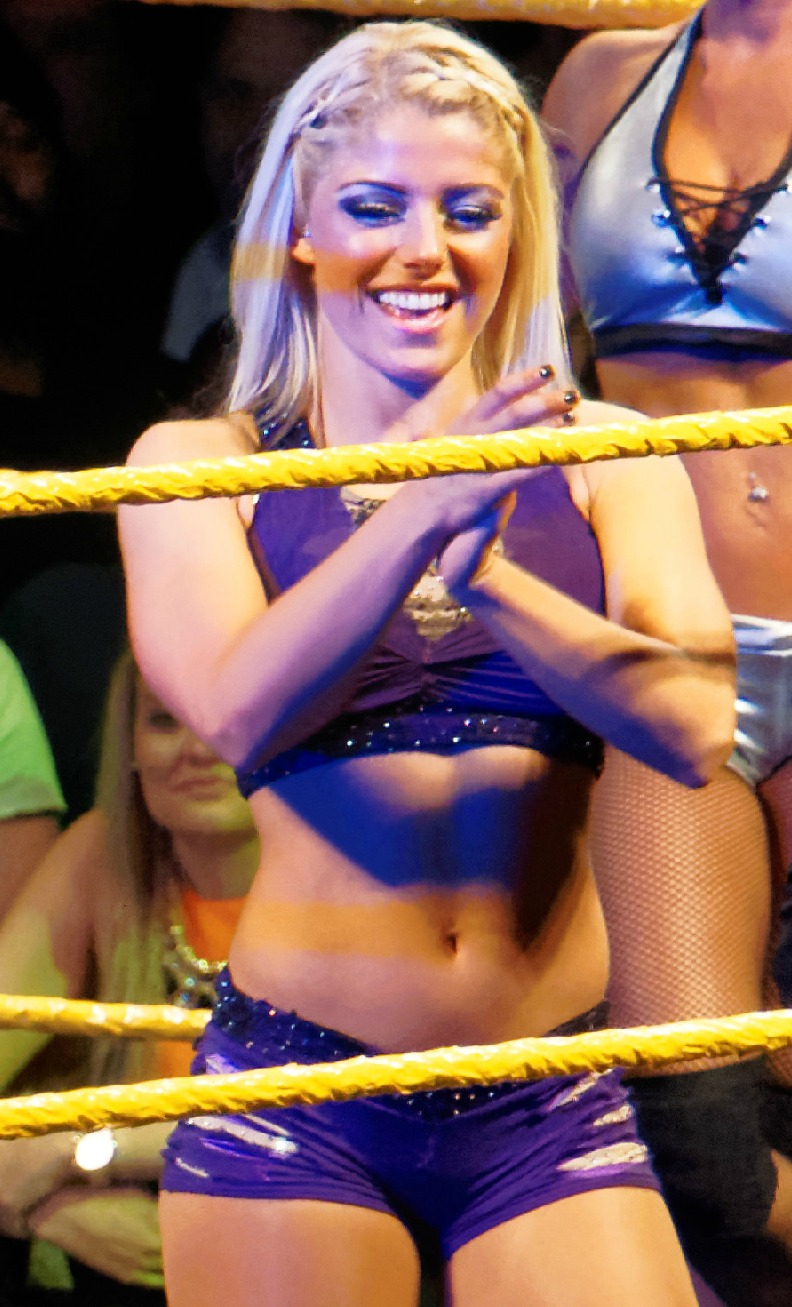
Bliss w marcu 2015

W maju 2013 Kaufman podpisała kontrakt z WWE i została przydzielona do szkółki federacji – NXT. W programach telewizyjnych po raz pierwszy pojawiła się w lipcu, zaś do rosteru WWE na oficjalnej stronie federacji została dodana w sierpniu. Przyjęła ringname Alexa Bliss.
Pojawiła się na WrestleManii XXX podczas wejścia na ring Triple H’a. 8 maja 2014 odbyła pierwszą walkę w ringu NXT; pokonała Alicię Fox w pierwszej rundzie turnieju o zawieszone NXT Women’s Championship. Z turnieju odpadła w półfinale, po przegranej z Charlotte. 19 czerwca pokonała Sashę Banks, pomimo interwencji ze strony Charlotte i Summer Rae.
Po przerwie od akcji w ringu spowodowanej kontuzją Bliss pokonała mistrzynię kobiet NXT Sashę Banks poprzez wyliczenie pozaringowe, dzięki czemu stała się pretendentką do tytułu mistrzowskiego. 25 marca 2015 przegrała walkę o NXT Women’s Championship. 13 maja Bliss pokonała Carmellę dzięki interwencji NXT Tag Team Championów Blake’a i Murphy’ego. Na NXT TakeOver: Unstoppable Bliss pomogła mistrzom wygrać starcie z Colinem Cassadym i Enzo Amorem, a niedługo później po raz kolejny pokonała Carmellę. 29 lipca Bliss ponownie stanęła w narożniku mistrzów podczas wygranego przez nich pojedynku z The Vaudevillains (Aidenem Englishem i Simonem Gotchem); po walce spoliczkowała obu przeciwników. Na NXT TakeOver: Brooklyn menedżerka The Vaudevillains – Blue Pants – powstrzymała Bliss przed kolejną interwencją, przez co Blake i Murphy przegrali walkę o mistrzostwa. Doprowadziło to do pojedynku między Alexą Bliss a Blue Pants; ta odbyła się 2 września na odcinku NXT, a zwycięsko wyszła z niej Bliss.
Przez październik i listopad Bliss prowadziła rywalizację o NXT Women’s Championship z mistrzynią Bayley; ich feud rozpoczął się podczas odcinka NXT po NXT TakeOver: Respect, gdzie Bliss skonfrontowała się z Bayley. Zmierzyły się ze sobą 18 listopada; Bliss nie zdołała pokonać rywalki. 13 stycznia wzięła udział w Battle Royalu o miano pretendenckie do mistrzostwa kobiet, lecz ostatecznie została z niego wyeliminowana. 18 maja, po przegranej Blake’a i Murphy’ego z Austinem Ariesem i Shinsuke Nakamurą, trio składające się z Bliss, Blake’a i Murphy’ego zakończyło działalność. Tydzień później Bliss nie zdołała wygrać trzyosobowego starcia o miano pretendenckie do NXT Women’s Championship. 17 sierpnia Bliss, Daria Berenato i Mandy Rose przegrały starcie drużynowe z Carmellą, Liv Morgan i Nikki Glencross; była to ostatnia walka Bliss w NXT.

#### SmackDown (2016–2017)

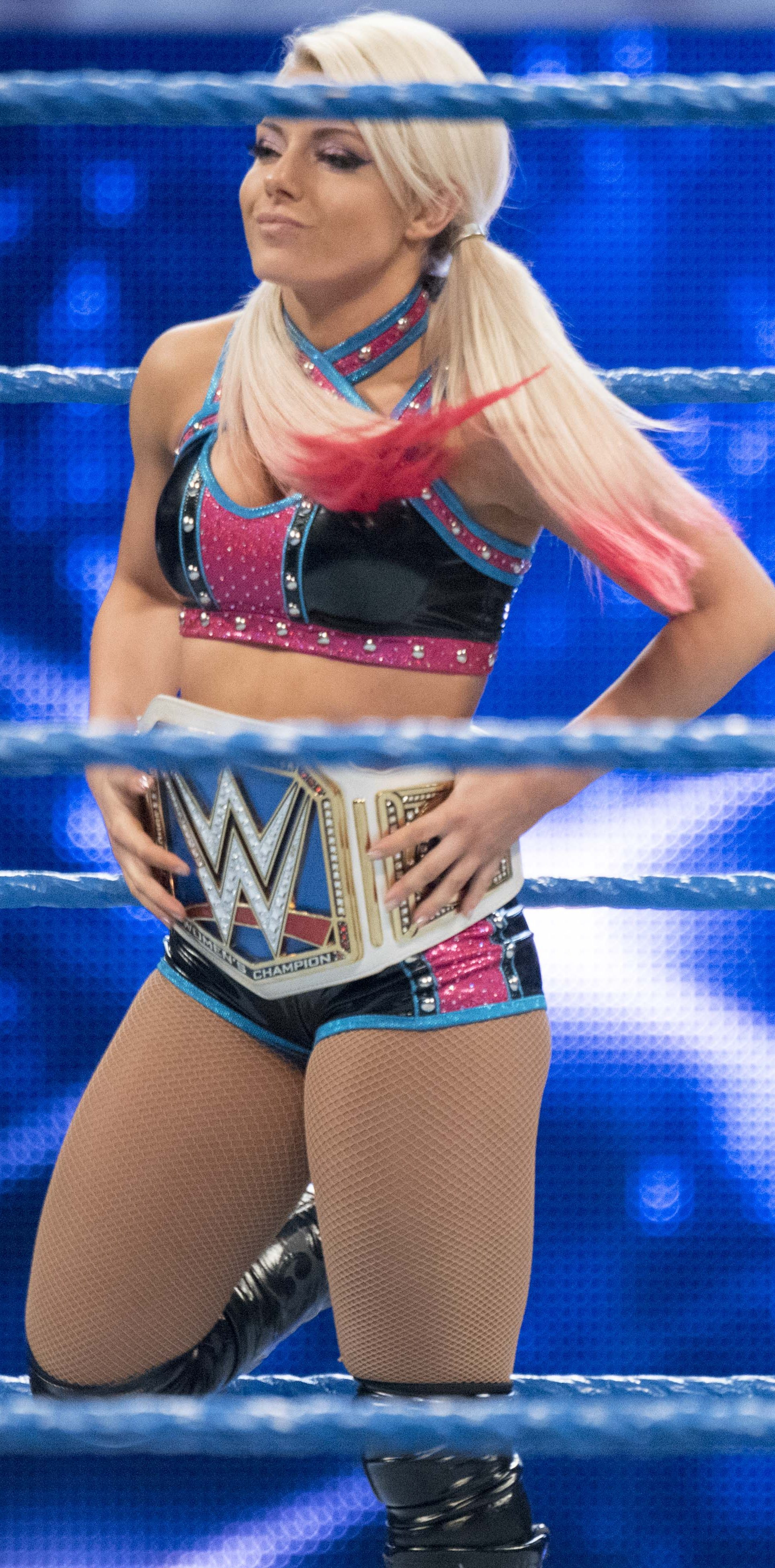
Bliss jako posiadaczka WWE SmackDown Women’s Championship.

19 lipca 2016, w wyniku WWE Draftu, Bliss została przeniesiona do brandu SmackDown. 26 lipca skonfrontowała się z Becky Lynch i resztą kobiecego rosteru niebieskiej tygodniówki. Dwa tygodnie później odniosła zwycięstwo nad Lynch. Na SummerSlam połączyła siły z Natalyą oraz Nikki Bellą i wraz z nimi pokonała Naomi, Lynch i Carmellę.
Po gali zmieniła nieco swój wygląd, wzorując się na postaci Harley Quinn z filmu Legion samobójców, a na Backlash wzięła udział w sześcioosobowej walce na zasadach eliminacji o nowo utworzone WWE SmackDown Women’s Championship; ostatecznie starcie wygrała Becky Lynch. Dwa dni później Bliss pokonała 5 zawodniczek, zdobywając miano pretendenckie do mistrzostwa. Miała zawalczyć z Lynch na No Mercy, lecz pojedynek przełożono ze względu na kontuzję mistrzyni. 8 listopada podczas SmackDown Lynch nieczysto pokonała pretendentkę (sędzia nie zauważył rope breaku uwięzionej w dźwigni Bliss). Na Survivor Series drużyna reprezentująca SmackDown (Bliss, Lynch, Naomi, Natalya, Carmella) przegrała starcie z drużyną Raw (Charlotte, Sasha Banks, Alicia Fox, Nia Jax, Bayley). 22 listopada ogłoszono, że Bliss zmierzy się z Lynch w walce rewanżowej, tym razem na TLC: Tables, Ladders & Chairs. Na gali Bliss pokonała rywalkę w Tables matchu, zdobywając WWE SmackDown Women’s Championship po raz pierwszy w karierze. Po gali TLC rozpoczęto scenariusz, w którym naprzemiennie Lynch i Bliss przyjmowały wizerunek zamaskowanej zawodniczki o pseudonimie La Luchadora w walkach pomiędzy sobą. Ostatecznie postać ta została przypisana powracającej Mickie James. Z pomocą James, Bliss obroniła tytuł kobiet na odcinku SmackDown Live z 17 stycznia. Podczas pre-showu gali Royal Rumble, Bliss, James i Natalya przegrały z Lynch, Naomi i Nikki Bellą. Na gali Elimination Chamber Bliss utraciła SmackDown Women’s Championship na rzecz Naomi.
21 lutego podczas odcinka SmackDown Live, Naomi zmuszona była zawiesić tytuł z powodu kontuzji odniesionej w walce na Elimination Chamber. Wskutek tego odbył się pojedynek o zawieszony tytuł pomiędzy Bliss i Becky Lynch. Bliss wygrała pojedynek, zdobywając mistrzostwo po raz drugi. Niedługo później Bliss zakończyła współpracę z James i została przez nią pokonana w pojedynku singlowym. Na WrestleManii 33 Bliss broniła SmackDown Women’s Championship w Six-Pack Challenge'u przeciwko Naomi, Becky Lynch, Carmelli, Mickie James i Natalyi; ze starcia zwycięsko wyszła Naomi, odbierając Bliss tytuł mistrzowski. Bliss nie zdołała pokonać Naomi w walce rewanżowej podczas kolejnego odcinka SmackDown Live.

#### Raw (od 2017)
10 kwietnia, w wyniku Superstar Shake-upu, Bliss została przeniesiona do rosteru Raw. Tydzień później pokonała Sashę Banks, Mickie James i Nię Jax w Fatal 4-Way matchu, stając się pretendentką do WWE Raw Women’s Championship, będącego w posiadaniu Bayley. 30 kwietnia, na gali Payback, Bliss pokonała Bayley, stając się pierwszą w historii posiadaczką obu SmackDown i Raw Women’s Championship. Na Extreme Rules pokonała Bayley w Kendo Stick-on-a-Pole matchu, a na Great Balls of Fire obroniła mistrzostwo w walce z Sashą Banks. 20 sierpnia, na SummerSlam, po 112 dniach panowania, Bliss utraciła Raw Women’s Championship w walce przeciwko Banks. Odzyskała je w walce rewanżowej 8 dni później.

## Poza wrestlingiem
Alexa Bliss pojawiła się jako grywalna postać w grze WWE 2K17. 9 czerwca 2017 ogłoszono, że Kaufman dołączy do obsady siódmego sezonu reality show Total Divas. Kaufman jest fanką cosplayu; twierdzi, że wiele z jej strojów ringowych było zainspirowanych cosplayami postaci takich jak Iron Man, Freddy Krueger, Harley Quinn, Supergirl czy Człowiek-Zagadka.

## Życie prywatne
Kaufman jest wielką fanką Disneya. Wspomniała, że ogromny wpływ na jej wybór kariery mieli Rey Mysterio oraz Trish Stratus. Jej najlepszą przyjaciółką jest zawodniczka WWE Nia Jax.
W styczniu 2017 poinformowano, że Kaufman jest zaręczona z wrestlerem Matthew Adamsem, który występuje pod pseudonimem ringowym Buddy Murphy.

## Mistrzostwa i osiągnięcia
- Pro Wrestling Illustrated
  - 29. miejsce w rankingu PWI Female 50 w 2016[60]
- WWE
  - WWE Raw Women’s Championship (3 razy)[50]
  - WWE SmackDown Women’s Championship (2 razy)[4]